# Verizon Communications
Verizon Communications è un fornitore statunitense di banda larga e di telecomunicazioni con sede a New York City. È la più grande compagnia telefonica statunitense seguita da AT&T e T-Mobile e la seconda al mondo dopo China Mobile, con 114,8 milioni di abbonati nel 2024. 
Nel 2015 Verizon ha esteso la propria attività acquisendo AOL e due anni dopo rilevando Yahoo!.  AOL e Yahoo sono stati amalgamati in una nuova divisione denominata Oath Inc. Quotata in Borsa sia al NYSE (principale), sia al NASDAQ (VZA; secondario).
Il nome è stato formato fondendo due parole latine: Veritas (che significa "verità") e Horizon (che significa "orizzonte"). 

## Storia

### Bell Atlantic
Il gruppo si è formato nel 2000 quando la Bell Atlantic, una delle società regionali di telefonia nate dallo scorporo del colosso AT&T nel 1984, comprò la GTE, precedentemente la più grande compagnia telefonica indipendente negli Stati Uniti. Inoltre si fuse con la divisione mobile negli USA del Vodafone Group Plc, che detiene il 45% delle quote della società.

### Verizon
Prima di attuare la trasformazione in Verizon, Bell Atlantic si era già fusa con NYNEX (un'altra Regional Bell Operating Companies) nel 1997.
Il 14 febbraio 2005, Verizon ha acquisito anche la MCI Inc., (conosciuta precedentemente come WorldCom).
Il 1º agosto 2011 il presidente Ivan Seidenberg si è dimesso dalla carica di amministratore delegato. Il suo successore è Lowell McAdam. Dal 1º gennaio 2012 McAdam è anche presidente della società.
Il 6 giugno 2013, il Guardian rivela che la compagnia fornisce dati sulle conversazioni telefoniche dei suoi abbonati alla National Security Agency.
Nel 2015, sempre il Guardian rivela che la compagnia è a stretta collaborazione con la NASA ed assieme stanno costruendo una rete per controllare e sorvegliare il traffico aereo di droni civili e commerciali dalla sua rete di ripetitori per i telefoni.
Dal 2015 Verizon ha deciso di diversificare il suo business con attività internet complementari alle attività di telefonia mobile. Il 12 maggio 2015 Verizon ha annunciato di voler acquistare AOL per 4,4 miliardi di $, l'acquisizione è stata completata il 23 giugno.
Il 25 luglio 2016 Verizon ha annunciato di voler acquistare le attività operative di Yahoo! per 4,8 miliardi di $. L'obiettivo è quello di fondere Yahoo! con AOL per formare un'unica organizzazione che possa competere con i giganti dei media digitali.
A maggio 2020 è stata acquisita l'azienda BlueJeans che fornisce un servizio di videoconferenza basato sul cloud.
Nel settembre del 2020, Verizon ha annunciato il piano di acquisizione di TracFone Wireless per 6,25 miliardi di dollari. L'accordo è stato approvato dalla Federal Communications Commission (FCC) il 22 novembre del 2021 e concluso il giorno successivo.